# Boubacar Bangoura
Boubacar Bangoura (sinh ngày 5 tháng 9 năm 1990 ở Bamako, Mali) là một cầu thủ bóng đá người Mali hiện tại thi đấu cho Stade Malien. Anh từng thi đấu cho đội bóng Algérie JSM Béjaïa.

## Sự nghiệp câu lạc bộ
Coulibaly bắt đầu sự nghiệp lúc 10 tuổi ở hệ thống trẻ của Djoliba AC.

### JSM Béjaïa
Ngày 4 tháng 12 năm 2012, có thông báo rằng Coulibaly sẽ gia nhập JSM Béjaïa với bản hợp đồng 3 năm.